# Bonnet-Rouge
Pour les articles homonymes, voir bonnet rouge, Red Cap et Bonnet.
Un Bonnet-Rouge ou Rouge-Bonnet (anglais : redcap, également appelé powrie ou dunter) est une créature humanoïde légendaire malveillante et meurtrière issue du folklore britannique, des régions du Yorkshire et du Nord-Est de l'Angleterre. On le rencontre aussi parfois lors d'histoires fantastiques dans les contrées lorraines sous le nom de Rouge-Bonnet.
Les Bonnets-Rouges habitent les ruines de châteaux situés le long de la frontière entre l'Angleterre et l'Écosse. D'après la tradition, ils assassinent les voyageurs qui s'égarent dans leur demeure, parfois en poussant des rochers du haut des falaises. Leur surnom provient de la teinte de leur chapeau, qu'ils ont l'habitude de tremper dans le sang de leurs victimes. 
D'aspect physique, les Bonnets-Rouges ressemblent à des vieillards aux cheveux longs avec des yeux rouges étincelants et des dents saillantes. Ils ont des serres d'aigle à la place des mains et chaussent des bottes de fer. Ils sont armés d'une canne ou d'un bâton muni d'un embout métallique avec lequel ils tuent les voyageurs égarés ou les visiteurs solitaires des ruines qu'ils hantent.
La solution pour les faire fuir est de brandir devant eux un crucifix ou de dessiner le symbole de la croix.

## Dans la culture populaire
À l'origine une créature du folklore, le Bonnet-Rouge est devenu un personnage de fiction apparaissant dans de nombreuses romans fantastiques, films fantastiques et jeux.
- Des « Chaporouges » sont mentionnés dans la série Harry Potter de J.K. Rowling.
- Les Bonnets-Rouges sont des ennemis, avec une description liée aux Gobelins, dans le MMO City of Heroes.
- Les Bonnets-Rouges sont présents dans le jeu de rôle Changelin : le Songe.
- Les Bonnets-Rouges sont présents dans la série de livres Amos Daragon.
- Ils sont également des protagonistes importants de la série de livres Meredith Gentry.
- Une carte des Bonnets-Rouges, nommée Murderous Redcap en anglais et traduite par « Bonnet-rouge meurtrier », est présente dans le Set Sombrelande de Magic : l'assemblée.
- Les Bonnets-Rouges sont présents dans la série Lost Girl.
- Les Bonnets-Rouges sont présents dans la série d'animation Overlord. Ils font une brève apparition dans l'épisode 11 de la saison 3. Toutefois, ils sont ici apparentés à des gobelins et armés de faux.
- Les Bonnets-Rouges sont également présents sous le nom de « Chapeau rouge » comme créature féérique maléfique, dans le jeu de rôle Pathfinder.
- Les Bonnets-Rouges sont présents dans le polar pour adolescents''L'hôtel maudit'' de Alain Surget.
- Les Bonnets-Rouges sont présents dans la saga du Peuple de l'Air de Holly Black.